# Scaphinotus obliquus
Scaphinotus obliquus är en skalbaggsart som beskrevs av Leconte 1868. Scaphinotus obliquus ingår i släktet Scaphinotus och familjen jordlöpare. Inga underarter finns listade i Catalogue of Life.